# Musée national d'art (Osaka)
Le Musée national d'art (国立国際美術館, Kokuritsu Kokusai Bijutsukan) est un musée des beaux-arts situé dans l'île de Nakano-shima entre les rivières Dōjima et Tosabori, à quelque 5 minutes à l'ouest de la station de métro Higobashi, dans le centre d'Osaka.
Le nom officiel (japonais) du musée se traduit par « musée national d'art international ». Ce musée est aussi connu sous l'acronyme anglais NMAO (National Museum of Art, Osaka).

## Histoire du musée
Dessiné par l'architecte Arata Isozaki, le musée provient de la galerie d'art qui fut construite pour l'Exposition universelle de 1970 tenue à Suita, en banlieue d'Osaka. Le site de l'exposition est devenu le parc commémoratif de l'Expo (en) après l'exposition, mais la galerie fut préservée pour servir éventuellement de musée permanent des beaux-arts. Elle rouvrit en 1977 sous le nom de Musée national d'art dans le parc commémoratif de l'Expo. En raison du vieillissement du bâtiment et de contraintes d'espace croissantes, le musée fut fermé temporairement en janvier 2004. Le vieux musée fut démoli et transformé en parc de stationnement, et les objets d'exposition furent transférés à Nakano-shima dans le musée actuel, plus central, qui a ouvert en novembre 2004.

## Collection du NMAO
La plupart des œuvres d'art de la collection datent de l'après-guerre. Font exception des œuvres de Paul Cézanne, de Pablo Picasso, de Max Ernst, de Tsugouharu Foujita et de Yasuo Kuniyoshi.

### Édifice de Pelli
Le musée lui-même est un exemple de l'architecture moderne. Le musée actuel a été dessiné par l'architecte César Pelli. La majeure partie de ses installations sont souterraines, à côté du Musée des sciences d'Osaka et du Musée des Beaux-Arts de Nakanoshima. Selon Pelli, la partie visible du musée représente l'ondulation de roseaux dans le vent.
L'entrée, l'auditorium, le restaurant et la boutique du musée se trouvent juste au-dessous du niveau du sol, tandis que les objets exposés et les installations d'entreposage sont aux deux étages inférieurs suivants. Les expositions permanentes et les expositions temporaires d'artiste se tiennent à l'étage intermédiaire, et diverses expositions temporaires sont montées à l'étage inférieur.

### Catalogue collectif
Le catalogue collectif des collections des musées d'art nationaux du Japon est un catalogue consolidé des objets détenus par les quatre musées d'art nationaux du Japon : le musée d’art moderne de Kyoto (MOMAK), le musée d'art moderne de Tokyo (MOMAT), le Musée national d'art d'Osaka (NMAO) et le Musée national de l'art occidental de Tokyo.

### Collections
Le musée possède notamment des œuvres des artistes suivant :
- Paul Cézanne (1839–1906), France
- Max Ernst (1891–1976), Allemagne
- Tsugouharu Foujita (1886–1968), Japon
- Leiko Ikemura (1951-  ), Japon
- Yasuo Kuniyoshi (1893–1953), Japon
- Boris Mikhaïolov (1938-  ), Ukraine
- Ishiuchi Miyako (1947-  ), Japon
- Ryūji Miyamoto (1947-  ), Japon
- Pablo Picasso (1886–1973), Espagne
- Yayoi Kusama (1929-  ), Japon